# 日沖宗弘
日沖 宗弘（ひおき むねひろ、1953年 - ）は日本のカメラ評論家、写真家、美術史家。

## 人物
自分の研究のために絵巻物や仏教遺跡を撮影したり、友人の仏像研究調査のカメラマンを引き受けたりしている中で、日本製一眼レフカメラでは艶、凹凸、木目、丸み、品位や風格が写らないことに失望していたところ、父が昔作成した自身のアルバムのある一定期間の写真のコントラストが高いことに気がつき、父に聞いてその時期使っていたというレチナを使用してその写真の美しさに感激したのがレンズにこだわる最初だったという。
ライカ、カール・ツァイス、フォクトレンダー、シュナイダー・クロイツナッハなど古い欧米製機材を高く評価している。
パナール・ディナZを高く評価し、真空管アンプを自作して販売するなど自動車やオーディオに関しても造詣が深い。

## 略歴
東京の新富町で生まれた。幼稚園児の頃から写真を撮り始めた。
麻布中学校・高等学校を経て国際基督教大学入学、中退。文系に転向して東京大学文IIIに合格し入学、西洋美術史を学ぶためヨーロッパ留学した。
帰国後は日本美術史・東洋美術史を専攻し秋山光和に学んだ。
1984年 東京大学大学院人文科学研究科美術史学専攻博士課程を修了した。
専門は日本美術史。
1986年 - 1990年まで杉野女子大学講師を務めた。

## 著書
- 『学問としての四柱推命 その歴史と現代への応用』福武書店 ISBN 978-4-828-83319-4
- 『プロ並みに撮る写真術I ひとりで仕事をする研究者・ライターのために』勁草書房 ISBN 978-4-326-85117-1
- 『プロ並みに撮る写真術II 心を揺さぶる写真をとるために』勁草書房 ISBN 978-4-326-85127-0
- 『プロ並みに撮る写真術III 奮闘するカメラマンのために』勁草書房 ISBN 978-4-326-85147-8
- 『プロ並みに撮る写真術IV 写真の哲学と実践のために』勁草書房 ISBN 978-4-326-85159-1
- 『クラシックレンズ実写大図鑑』グリーンアロー・グラフィティ ISBN 978-4-766-33240-7
- 『クラシックレンズ実写大図鑑II』グリーンアロー・グラフィティ ISBN 978-4-766-33278-0
- 『ねこを写せば心が映る』勁草書房 ISBN 978-4-326-85138-6
- 『ラウル画集』河出書房新社 ISBN 978-4-309-90091-9

## 訳書
- ドミニク・パスカル『アルピーヌ』ネコ・パブリッシング
- ドミニク・パスカル『ル・マンの英国車』ネコ・パブリッシング ISBN 4-87366-068-8